# Coleophora elephantacolorella
Coleophora elephantacolorella é uma espécie de mariposa do gênero Coleophora pertencente à família Coleophoridae.